# Коефіцієнт акомодації
Коефіцієнт акомодації (рос. коэффициент захвата, англ. accommodation coefficient) - міра  ефективності  захоплення  молекул  чи  атомів,  які стикаються з частинками аерозолю, краплинками хмари і т.п. 
Чисельно визначається як частка зіткнень, які приводять до захоплення  молекулярних  частинок  колоїдною  частинкою, 
тобто — частка частинок, які не відбиваються при зіткненні, а входять у поверхню водного аерозолю.
Синонім — коефіцієнт прилипання. 